# WHIPS
WHIPS steht für Whiplash Protection System. Hierbei handelt es sich um ein von Volvo entwickeltes Schleudertraumaschutzsystem. Dieses System wurde 1998 im Volvo S80 erstmals präsentiert und gehört seit dem Jahr 2000 zur Serienausstattung aller Volvo-Neufahrzeuge. WHIPS ist in beide Vordersitze integriert. 

## Funktionsweise
Der Vordersitz kann bei einem Heckaufprall um einige Zentimeter nach hinten fahren und sich um ca. 15° nach unten neigen. Durch diese Bewegung wird der Körper aufgefangen und seine Bewegung sanft abgebremst. 
Volvo empfiehlt bei einem Fahrzeug mit WHIPS keine großen Gegenstände in den Fußraum des Fonds zu stellen, da sonst die Schutzwirkung dieses Systems beeinträchtigt werden könnte.
Laut Volvo besteht aber bei einem Heckaufprall keine Gefahr für die Beine von Personen, die im Fond eines mit WHIPS ausgestatteten Volvo sitzen.